# Andrés Chocho
Cristian Andrés Chocho León (ur. 4 listopada 1983 w Cuenca) – ekwadorski lekkoatleta specjalizujący się w chodzie sportowym. Trzykrotny (w tym dwukrotny złoty) medalista mistrzostw Ameryki Południowej, złoty medalista igrzysk panamerykańskich i igrzysk Ameryki Południowej, medalista uniwersjady, czterokrotny olimpijczyk (Pekin, Londyn, Rio de Janeiro, Tokio).

## Przebieg kariery
W 1999 został brązowym medalistą mistrzostw Ameryki Południowej w chodzie na 10 km (kategoria U-18), jak również brązowym medalistą mistrzostw Ameryki Południowej juniorów w chodzie na 10 000 m. W 2000 został wicemistrzem kontynentu w chodzie sportowym (chód na 10 km, kategoria U-18), rok później zaś wywalczył tytuł mistrza Ameryki Południowej w tej samej specjalności (chód na 10 km, kategoria U-20). Brał udział w mistrzostwach świata juniorów rozgrywanych w Santiago i Kingstonie, ale nie osiągnął na nich żadnych sukcesów. W 2002 roku wywalczył srebrny medal igrzysk Ameryki Południowej w chodzie na 10 000 m.
W 2007 zaliczył debiut w seniorskich mistrzostwach świata, jednak start w konkurencji chodu na 20 km zakończył się dla niego dyskwalfikacją. Wystartował w letnich igrzyskach olimpijskich w Pekinie, na których w konkurencji chodu na 20 km zajął 38. pozycję z czasem 1:27:09. W 2009 roku, w swym drugim występie na mistrzostwach świata, uzyskał rezultat czasowy 1:29:14, z którym uplasował się na 36. pozycji. W 2011 zdobył złoty medal lekkoatletycznych mistrzostw Ameryki Południowej w chodzie na 20 000 m (wynikiem 1:20:23,8h ustanowił nowy rekord kontynentu), a także srebrny medal uniwersjady w chodzie na 20 km.
W ramach igrzysk olimpijskich w Londynie wystąpił w konkursie chodu na 50 km, został w nim zdyskwalifikowany.
W 2013 roku wywalczył drugi medal na lekkoatletycznych mistrzostw Ameryki Południowej, był to brązowy medal w chodzie na 20 000 m. Został też złotym medalistą igrzysk boliwaryjskich w chodzie na dystansie 50 km. Dwa lata później zdobył złoty medal igrzysk panamerykańskich w Toronto, w chodzie na 50 km. Był uczestnikiem mistrzostw świata w lekkoatletyce rozgrywanych w Pekinie, na nich wystartował w chodzie na 20 km (został zdyskwalifikowany) oraz w chodzie na 50 km (zajął 8. pozycję z czasem 3:46:00).
Podczas igrzysk w Rio de Janeiro wystąpił w olimpijskich konkursach chodu na 20 km i chodu na 50 km, w obu konkurencjach został zdyskwalifikowany.
W 2018 wywalczył złoty medal igrzysk Ameryki Południowej w konkurencji chodu na 50 km. Wynikiem 3:55:48 ustanowił również nowy rekord tych igrzysk w tej konkurencji. W 2021 zaś został złotym medalistą mistrzostw Ameryki Południowej w chodzie na 20 km, jak również brał udział w igrzyskach olimpijskich w Tokio, na których zajął 19. pozycję w konkursie chodu na 50 km.

## Osiągnięcia
| Rok     | Zawody                                       | Miasto              | Miejsce | Kategoria        | Wynik      |
| ------- | -------------------------------------------- | ------------------- | ------- | ---------------- | ---------- |
| 1999    | Mistrzostwa Ameryki Południowej juniorów     | Concepción          | 3.      | chód na 10 000 m | 44:43,08   |
| 2000    | Mistrzostwa świata juniorów                  | Santiago            | 24.     | chód na 10 000 m | 46:17,66   |
| 2002    | Mistrzostwa świata juniorów                  | Kingston            | 18.     | chód na 10 000 m | 45:28,60   |
| 2002    | Igrzyska Ameryki Południowej                 | Belém               | 2.      | chód na 10 000 m | 44:36,81   |
| 2002    | Puchar świata w chodzie                      | Turyn               | 24.     | chód na 20 km    | 1:29:09    |
| 2003    | Uniwersjada                                  | Daegu               | DNF     | chód na 20 km    | N/A        |
| 2004    | Puchar świata w chodzie                      | Naumburg            | DSQ     | chód na 20 km    | N/A        |
| 2004    | Mistrzostwa Ameryki Płd. w chodzie sportowym | Los Ángeles         | 5.      | chód na 20 km    | 1:24:29    |
| 2006    | Puchar świata w chodzie                      | A Coruña            | DSQ     | chód na 20 km    | N/A        |
| 2006    | Mistrzostwa Ameryki Płd. w chodzie sportowym | Cochabamba          | 6.      | chód na 20 km    | 1:30:24    |
| 2007    | Uniwersjada                                  | Bangkok             | 14.     | chód na 20 km    | 1:31:24    |
| 2007    | Mistrzostwa świata                           | Osaka               | DSQ     | chód na 20 km    | N/A        |
| 2008    | Puchar świata w chodzie                      | Czeboksary          | 39.     | chód na 20 km    | 1:24:08    |
| 2008    | Igrzyska olimpijskie                         | Pekin               | 38.     | chód na 20 km    | 1:27:09    |
| 2009    | Uniwersjada                                  | Belgrad             | 12.     | chód na 20 km    | 1:24:51    |
| 2009    | Mistrzostwa świata                           | Berlin              | 36.     | chód na 20 km    | 1:29:14    |
| 2010    | Puchar świata w chodzie                      | Chihuahua           | 30.     | chód na 20 km    | 1:28:19    |
| 2011    | Mistrzostwa Ameryki Południowej              | Buenos Aires        | 1.      | chód na 20 000 m | 1:20:23,8h |
| 2011    | Uniwersjada                                  | Shenzhen            | 2.      | chód na 20 km    | 1:24:44    |
| 2011    | Mistrzostwa świata                           | Daegu               | 10.     | chód na 50 km    | 3:49:32    |
| 2011    | Igrzyska panamerykańskie                     | Guadalajara         | DSQ     | chód na 50 km    | N/A        |
| 2012    | Mistrzostwa Ameryki Płd. w chodzie sportowym | Salinas             | 8.      | chód na 20 km    | 1:30:25    |
| 2012    | Puchar świata w chodzie                      | Sarańsk             | DSQ     | chód na 50 km    | N/A        |
| 2012    | Igrzyska olimpijskie                         | Londyn              | DSQ     | chód na 50 km    | N/A        |
| 2013    | Mistrzostwa Ameryki Południowej              | Cartagena de Indias | 3.      | chód na 20 000 m | 1:26:20,98 |
| 2013    | Mistrzostwa świata                           | Moskwa              | DSQ     | chód na 50 km    | N/A        |
| 2013    | Igrzyska boliwaryjskie                       | Trujillo            | 1.      | chód na 50 km    | 3:58:50    |
| 2014    | Igrzyska Ameryki Południowej                 | Santiago            | DSQ     | chód na 20 000 m | N/A        |
| 2014    | Puchar świata w chodzie                      | Taicang             | DSQ     | chód na 20 km    | N/A        |
| 2015    | Igrzyska panamerykańskie                     | Toronto             | 1.      | chód na 50 km    | 3:50:13    |
| 2015    | Mistrzostwa świata                           | Pekin               | DSQ     | chód na 20 km    | N/A        |
| 2015    | Mistrzostwa świata                           | Pekin               | 8.      | chód na 50 km    | 3:46:00    |
| 2016    | Mistrzostwa Ameryki Płd. w chodzie sportowym | Guayaquil           | 1.      | chód na 20 km    | 1:24:11    |
| 2016    | Drużynowe mistrzostwa świata w chodzie       | Rzym                | 6.      | chód na 20 km    | 1:20:07    |
| 2016    | Igrzyska olimpijskie                         | Rio de Janeiro      | DSQ     | chód na 20 km    | N/A        |
| 2016    | Igrzyska olimpijskie                         | Rio de Janeiro      | DSQ     | chód na 50 km    | N/A        |
| 2017    | Mistrzostwa świata                           | Londyn              | DSQ     | chód na 50 km    | N/A        |
| 2018    | Mistrzostwa Ameryki Płd. w chodzie sportowym | Sucúa               | 1.      | chód na 20 km    | 1:22:51    |
| 2018    | Drużynowe mistrzostwa świata w chodzie       | Taicang             | 29.     | chód na 20 km    | 1:25:29    |
| 2018    | Igrzyska Ameryki Południowej                 | Cochabamba          | 1.      | chód na 50 km    | 3:55:48    |
| 2019    | Igrzyska panamerykańskie                     | Lima                | DSQ     | chód na 50 km    | N/A        |
| 2019    | Mistrzostwa świata                           | Doha                | 18.     | chód na 20 km    | 1:32:49    |
| 2019    | Mistrzostwa świata                           | Doha                | DNF     | chód na 50 km    | N/A        |
| 2021    | Mistrzostwa Ameryki Południowej              | Guayaquil           | 1.      | chód na 20 km    | 1:24:19    |
| 2021    | Igrzyska olimpijskie                         | Tokio               | 19.     | chód na 50 km    | 3:59:03    |
| 2022    | Mistrzostwa Ameryki Płd. w chodzie sportowym | Lima                | DNF     | chód na 35 km    | N/A        |
| 2022    | Drużynowe mistrzostwa świata w chodzie       | Maskat              | DNF     | chód na 35 km    | N/A        |
| 2022    | Mistrzostwa świata                           | Eugene              | 24.     | chód na 35 km    | 2:33:28    |
| 2022    | Igrzyska Ameryki Południowej                 | Asunción            | DNF     | chód na 35 km    | N/A        |
| 2023    | Mistrzostwa świata                           | Budapeszt           | DNF     | chód na 35 km    | N/A        |
| Źródło: |                                              |                     |         |                  |            |

## Rekordy życiowe
(stan na 10 marca 2023)
- chód na 10 000 m – 40:29,71 (27 marca 2016, Cuenca)
- chód na 10 km – 41:15 (25 października 2015, Nowy Jork)
- chód na 20 000 m – 1:20:23.8h (5 czerwca 2011, Buenos Aires)
- chód na 20 km – 1:20:07 (7 maja 2016, Rzym)
- chód na 35 km – 2:31:25 (23 kwietnia 2022, Dudince)
- chód na 50 km – 3:42:57 (6 marca 2016, Ciudad Juárez)

Źródło: 